# Mercedes-Benz W 21
Der Mercedes-Benz W 21 wurde unter dem Namen Mercedes-Benz Typ 200 1933 vorgestellt. Er war vom Typ 170 abgeleitet und ersetzte später die Typen Stuttgart 200 und Stuttgart 260.

## Mercedes-Benz Typ 200 / Typ 200 lang (1933–1936)

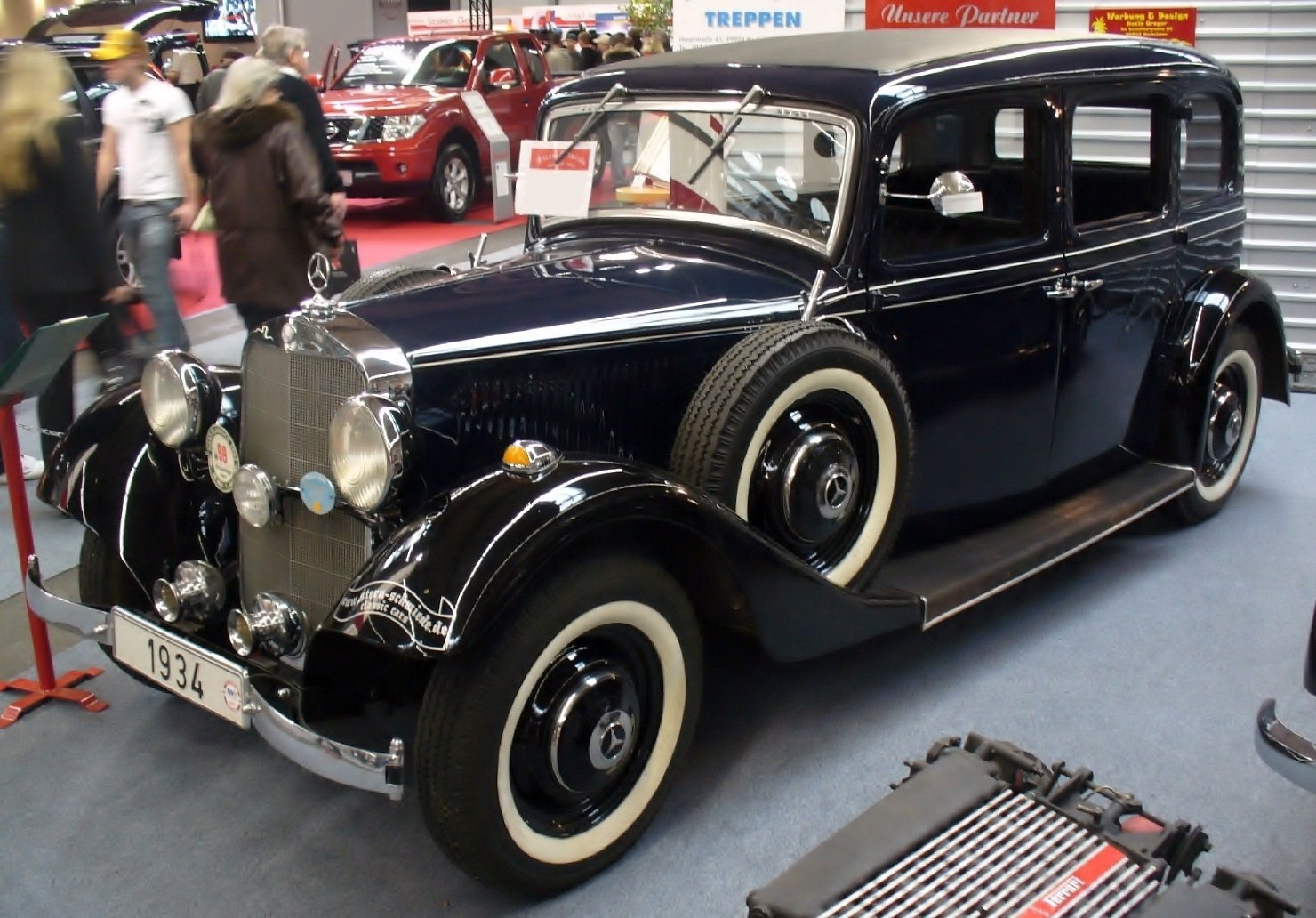
Mercedes-Benz Typ 200 lang Pullman-Limousine

Der Wagen war als zwei- und viertüriger Tourenwagen, zwei- und viertürige Limousine, drei- oder viersitziges Cabriolet (mit zwei Türen) oder Sportzweisitzer erhältlich. Der Typ 200 lang (Radstand 3050 mm) war als sechssitzige Pullman-Limousine, Pullman-Landaulet, sechssitziger Tourenwagen, viertürige Limousine, Stromlinien-Limousine sowie als Cabriolet A, B und D erhältlich.
Sein seitengesteuerter Sechszylinder-Reihenmotor mit 1961 cm³ Hubraum leistet 40 PS (29 kW) und beschleunigt das Fahrzeug auf 98 km/h. Über das Vierganggetriebe mit Schnellgang (1 : 0,73) und die Kardanwelle werden die Hinterräder angetrieben. Alle Räder haben hydraulisch betätigte Trommelbremsen und sind einzeln aufgehängt, hinten an einer Pendelachse mit Schraubenfedern, vorn an zwei quer eingebauten Blattfedern.
Diese Änderungen waren ein Fortschritt gegenüber dem Vorgängermodell vom Typ Stuttgart 200. Allerdings waren die neuen Wagen bei etwa gleichem Preis etwas einfacher ausgestattet, was den Verkaufszahlen abträglich war.
Die Pullman-Limousine war im Deutschen Reich als „Kraftdroschke“ (Taxi) sehr verbreitet. Im August 1934 kam als Konkurrent der Opel 6 Pullman mit einer Leistung von 36 PS (26 kW) und gleichem Radstand (3050 mm) auf den Markt, der mit 5000 Reichsmark (RM) aber deutlich günstiger war als der Pullman-Mercedes mit 40 PS (29 kW) für 6550 RM. Diese Preise entsprechen kaufkraftbereinigt in heutiger Währung ca. 27.000 bzw. 36.000 Euro.

### Datenblatt Typ 200 / Typ 200 lang
| Kenngrößen                       | Typ 200                               | Typ 200 lang                          |
| -------------------------------- | ------------------------------------- | ------------------------------------- |
| Motor                            | Ottomotor (Viertakt)                  | Ottomotor (Viertakt)                  |
| Motorbauart                      | Reihenmotor                           | Reihenmotor                           |
| Hubraum                          | 1961 cm³                              | 1961 cm³                              |
| Zylinderzahl                     | 6                                     | 6                                     |
| Verdichtungsverhältnis           | 5,75–6,0 : 1                          | 5,75–6,0 : 1                          |
| Leistung                         | 40 PS (29 kW)                         | 40 PS (29 kW)                         |
| Drehmoment                       | 112 Nm bei 1100/min                   | 112 Nm bei 1100/min                   |
| Getriebe (serienmäßig)           | 3-Gang-Schaltgetriebe mit Schnellgang | 3-Gang-Schaltgetriebe mit Schnellgang |
| Antrieb                          | Kardanwelle (Hinterradantrieb)        | Kardanwelle (Hinterradantrieb)        |
| Wendekreis                       | 10,4 m                                | 11,8 m                                |
| Radstand                         | 2700 mm                               | 3050 mm                               |
| Maße L × B × H                   | 4060–4150 × 1630 × 1580 mm            | 4390 (Pullman 4550) × 1630 × 1600 mm  |
| Leergewicht nach DIN 70020       | 1130–1350 kg                          | 1425–1500 kg                          |
| Höchstgeschwindigkeit            | 98 km/                                | 93 km/h                               |
| Kraftstoffverbrauch (kombiniert) | 13 l/100 km                           | 15 l/100 km                           |

## Mercedes-Benz Typ 230 (1936–1937)

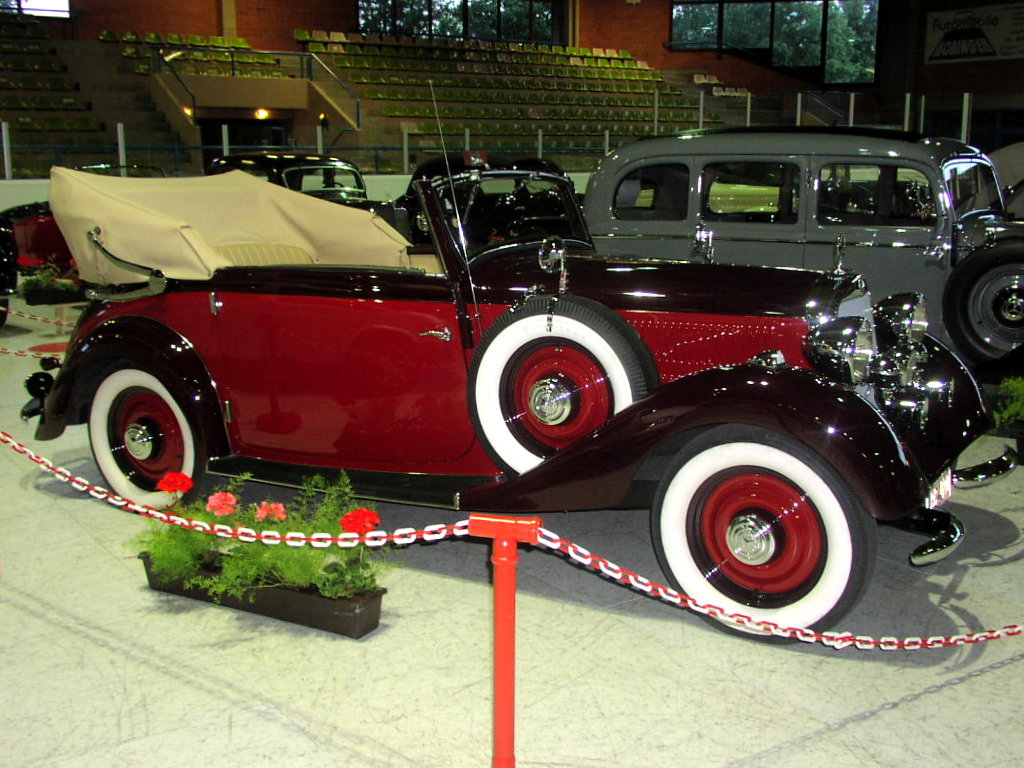
Mercedes-Benz Typ 230 Cabriolet B (1937)

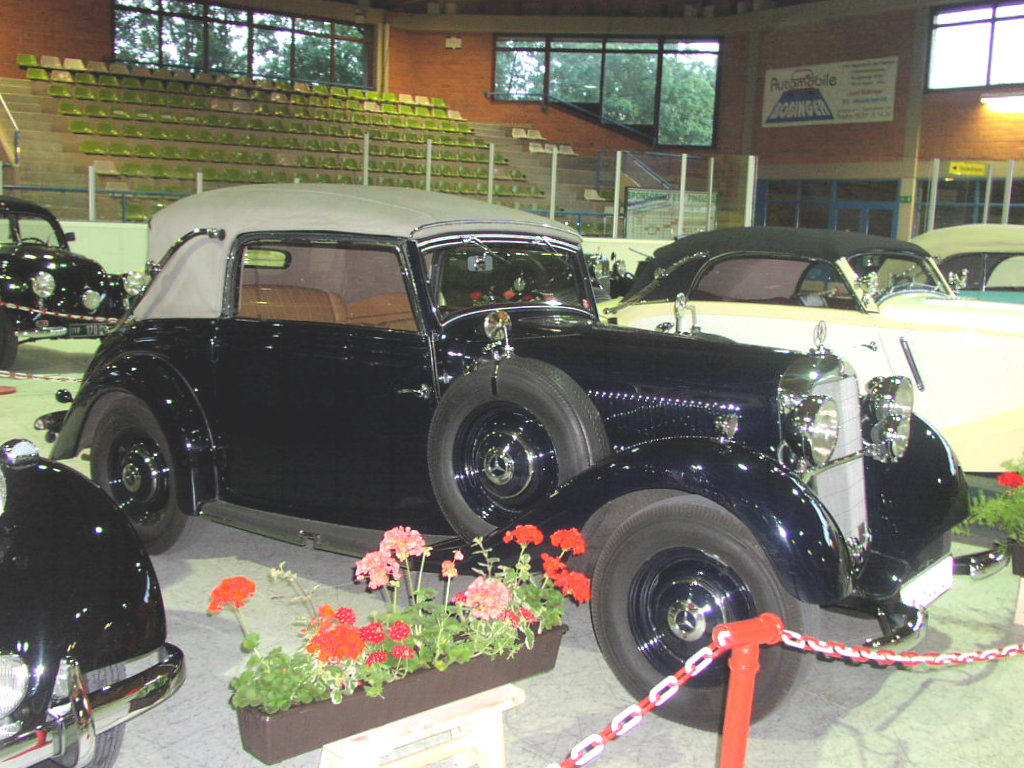
Mercedes-Benz Typ 230 Cabriolet C (1936)

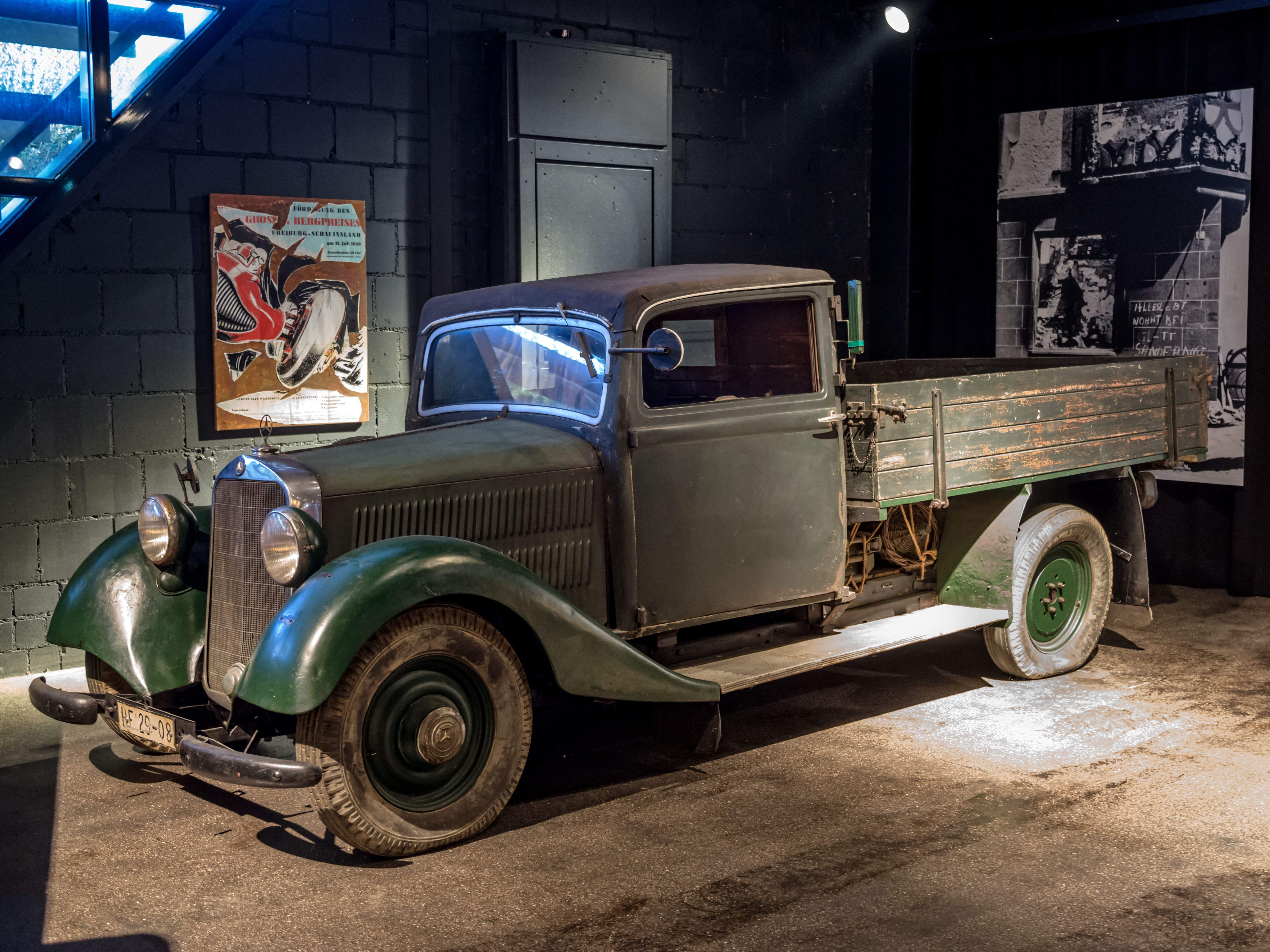
Mercedes-Benz Typ 230 Lieferwagen (1936)

Auf dem langen Fahrgestell wurde ab 1936 ein stärkerer Motor angeboten. Der weiterhin seitengesteuerte Sechszylinder-Reihenmotor mit 2229 cm³ Hubraum leistet 55 PS (40 kW) und lässt den Wagen eine Höchstgeschwindigkeit von 110 km/h erreichen.
Auf gleichem Fahrgestell erschien auch der erste Diesel-Pkw, der Typ 260 D. 1937 wurde die Baureihe von dem neuen Mercedes-Benz W 143 abgelöst.

### Technische Daten
| Kenngrößen                       | Typ 230                               |
| -------------------------------- | ------------------------------------- |
| Motor                            | Ottomotor (Viertakt)                  |
| Motorbauart                      | Reihenmotor                           |
| Hubraum                          | 2229 cm³                              |
| Zylinderzahl                     | 6                                     |
| Verdichtungsverhältnis           | 6,6 : 1                               |
| Leistung                         | 55 PS (40 kW)                         |
| Max. Drehmoment                  | 136 Nm bei 1800/min                   |
| Getriebe (serienmäßig)           | 3-Gang-Schaltgetriebe mit Schnellgang |
| Antrieb                          | Kardanwelle (Hinterradantrieb)        |
| Rahmen                           | Kastenprofil-Pressstahlrahmen         |
| Vorderradaufhängung              | 2 Querblattfedern                     |
| Bremse                           | Trommelbremse, hydraulisch betätigt   |
| Hinterradaufhängung              | Pendelachse mit Schraubenfedern       |
| Wendekreis                       | 11,8 m                                |
| Radstand                         | 3050 mm                               |
| Maße L × B × H                   | 4390 × 1630 × 1600 mm                 |
| Leergewicht nach DIN 70020       | 1425–1500 kg                          |
| Höchstgeschwindigkeit            | 110 km/h                              |
| Kraftstoffverbrauch (kombiniert) | 13 l/100 km                           |

## Bauzeiten und Stückzahlen
|           | Typ 200   | Typ 200 lang | Typ 230   |
| --------- | --------- | ------------ | --------- |
| Bauzeit   | 1933–1936 | 1934–1936    | 1936–1937 |
| Stückzahl | 9281      | 6341         | unbekannt |